# オリバー・J・ハート
オリバー・ジェームス・ハート（Oliver James Hart、1892年7月18日 - 1978年5月4日）は、米国聖公会ペンシルベニア州教区補佐司祭に選出された司祭であり、1943年から1963年まで教区主教を務めた。

## 若年期と教育
1892年7月18日にサウスカロライナ州ヨーク郡ヨークで生まれる。1913年にホバート大学を卒業し、1916年には米国聖公会総合神学校で神学博士を取得した。のちにオルブライト大学より神学博士、ホバート・カレッジより法学博士を取得し、ザ・ユニバーシティ・オブ・ザ・サウスとテネシー大学チャタヌーガ校より名誉神学博士を授与された。

## 経歴
1916年、ニューヨーク州教区の補佐主教であるチャールズ・サムネル・バーチ主教より執事に叙任されたハートは、1917年6月20日にサウスカロライナ州教区のウィリアム・アレクサンダー・ゲーリー主教より司祭職に叙せられた。同じ年に聖公会聖ミカエル教会の副司祭を務めた。第一次世界大戦中には従軍牧師として参加し、第1師団の従軍牧師となる。1919年、司祭補佐として聖ミカエル教会に戻る。1920年から1926年までジョージア州ビッブ郡メイコンのクライストチャーチ、1926年から1934年までテネシー州チャタヌーガのセント・ポール教会に仕えた。1934年から1940年までワシントン州のセント・ジョーンズ教会の教区牧師を務めた。教区牧師在職中にテネシー州教区の補佐司祭、およびセントラル・ニューヨーク教区の補佐司祭に選出されるも辞退した。
1940年、マサチューセッツ州ボストンのトリニティ教会の教区牧師となる。1942年2月、アメリカ陸軍の従軍牧師再着任のための許可を申請し承諾された。アメリカ陸軍従軍牧師軍団大尉としてニュージャージー州フォートディックスに駐留した。ペンシルベニア州教区の補佐司祭として叙された1942年10月に従軍牧師の職を放棄した。フランシス・マリオン・テイト師の死後、1943年7月にペンシルベニア州教区主教に就任した。

## 死と遺産
主教退任時、ハート夫妻はメイン州カスティーヌに自宅を構えていた。1978年4月22日での転倒事故での怪我で苦しみ、同年5月4日にニュージャージー州オレンジにあるオレンジ記念病院において転倒事故からの合併症のため没することになる。